# Kum
Kum je najvišji vrh Posavskega hribovja. Visok je 1220 metrov.
Na vrhu Kuma se nahaja več objektov, in sicer planinski dom, RTV oddajnik in cerkev svete Neže. Do vrha je speljana cesta in več markiranih planinskih poti. Iz severne strani gre pot čez Dobovec.
Zaradi višine, po kateri izstopa iz okoliškega gričevja, planinci Kum včasih šaljivo ali poetično imenujejo tudi »Zasavski Triglav«.

## Oddajnik Kum
Z oddajnika, ki preskrbuje predvsem območje Zasavja ter del Dolenjske, začetek oddajanja pa sega v maj 1957, v horizontalni polarizaciji in tehniki FM oddajajo sledeči radijski programi: 
- Prvi program Radia Slovenija na 94,1 MHz, z močjo 30 kW;
- Val 202 na 99,9 MHz, z močjo 30 kW;
- Ars na 103,9 MHz, z močjo 30 kW;
- Ognjišče na 105,9 MHz, z močjo 15 kW;
- Aktual Kum na 98,1 MHz, z močjo 1 kW;.

Z oddajnika se v horizontalni polarizaciji oddajata tudi digitalna multipleksa A (območje Center) in C v tehniki DVB-T (v upravljanju RTV Slovenija), na 32. in 38. kanalu, znotraj katerih se oddajajo naslednji TV-programi:
Multipleks A (območje Center); kanal 32 UHF:
- TV Slovenija 1 HD
- TV Slovenija 2 HD
- TV Slovenija 3 HD
- TV Maribor
- TV Koper - Capodistria
- Vaš kanal

Multipleks C; kanal 38 UHF:
- TV Veseljak
- Nova 24 TV
- Fox Life
- Fox Crime
- Fox Movies
- National Geographic
- Viasat History
- Pop TV
- Kanal A
- Brio
- Kino
- Oto
- Obvestilo C

Z oddajnika oddaja tudi digitalni (DAB+) radijski multipleks R1 na frekvenci 215,072 MHz (10D) v vertikalni polarizaciji pod upravljanjem RTV Slovenija, ki vsebuje naslednje programe:
- Prvi
- Val 202
- ARS
- Radio SI
- Radio Ognjišče
- Hitradio Center
- Rock Radio
- Radio 1
- Radio 1 80-a
- Radio Ekspres
- Radio Veseljak
- Net FM
- Radio Študent
- Radio City
- Radio Aktual
- Radio Salomon

Do izklopa analognega televizijskega signala dne 1. decembra 2010 je z oddajnika Kum bilo možno spremljati prvi program TV Slovenija na kanalu 38 (do izklopa 15. januarja 2007 je bil 1. program viden tudi na VHF območju - kanal 3) ter drugi program TV Slovenija na kanalu 32. 
Sprva je z oddajnika Kum bil oddajan en FM-radijski program s 25-metrskega stolpa. Leta 1960 je sledila prva nadaljnja razširitev, saj je poleg izgradnje novega, 60 metrov visokega oddajnega stolpa pričel oddajati še en radijski ter televizijski program. Oddajnik je v času osamosvojitvene vojne leta 1991 bil dvakrat težje poškodovan. Leto kasneje se je pričela ponovna gradnja oddajnega stolpa. Po letu 1992 so tudi bili dograjeni novi oddajniški prostori, obnovljena celotna zgradba ter postopoma zamenjane obstoječe oddajne naprave.
Leta 2003 je imela v cerkvi sv. Neže krajšo prireditev skupina Laibach oz. njen častni član Peter Mlakar ter jo je po mnenju cerkvenih oblasti do te mere oskrunila, da jo je bilo treba ponovno blagosloviti.

## Krajinski park Kum
Območje je dobilo status krajinskega parka maja 1996. Razprostira se med reko Savo (desni breg) in vrhom Kuma.